# كيغي ايماي
كيغي ايماي هو عداء سريع ياباني، (و. 1917 – 1994 م).

## وصلات خارجية
- كيغي ايماي على موقع أوليمبيديا (الإنجليزية)